# 阿列克西伊夫卡 (扎波羅熱區)
48°5′16″N 35°46′44″E / 48.08778°N 35.77889°E
阿列克西伊夫卡（烏克蘭語：Олексіївка）是位於烏克蘭東南部的村莊，由扎波羅熱州扎波羅熱区的新米科萊夫卡市鎮負責管轄。該村距離赫拉尼奇内1公里，面積0.005平方公里，海拔高度162米，2001年人口51。